# Dragpa Gyatso (gyaltsab rinpoche)
Dragpa Gyatso (1902-1949) was een Tibetaans tulku. Hij was de elfde gyaltsab rinpoche, een van de vier belangrijkste geestelijk leiders van de karma kagyütraditie in het Tibetaans boeddhisme.
Dragpa Gyatso stond bekend als een meditatiemeester, net als meerdere van zijn voorgangers.